# Fukuyama
Fukuyama (福山市?, Fukuyama-shi) è una città del Giappone della prefettura di Hiroshima.

## Amministrazione

### Gemellaggi
Fukuyama è gemellata con:
- Hamilton, dal 1975
- Tacloban